# Dan Stanca
Dan Stanca (n. 30 septembrie 1955, București, România) este un prozator și romancier român contemporan. Debutând în 1992 cu romanul Vântul sau țipătul altuia, Dan Stanca a publicat peste 20 de romane, multe dintre ele premiate, majoritatea lor fiind influențate de gândirea filozofului ezoteric francez René Guénon și a filozofului român Vasile Lovinescu. Dintre romanele sale se pot enumera: Aripile arhanghelului Mihail, 1996; Apocalips amânat, 1997; Morminte străvezii, 1999; Ultimul om, Iași, 1999; Drumul spre piatră, 2002; A doua zi după moarte, 2003; Mut, 2006; Noaptea lui Iuda, 2007; Mare amară, 2014; Ghetsimani '51, 2015, Înainte de întuneric, 2021.

## Premii
- Premiul pentru proză al Uniunii Scriitorilor din România pe 2015 pentru volumul „Ghetsimani ’51” (Editura Cartea Românească).[3]